# 里見軌道
里見軌道（さとみきどう）は、かつて群馬県碓氷郡里見村（現・高崎市）に存在した人車軌道、およびその経営会社である。安山岩の輸送を主目的としていた。

## 概要
群馬県には安山岩がよく分布しており、土木・建築用材料として採掘が各地で行なわれていた。里見村においても烏川右岸の地域で多く採掘されており、「里見石」と呼ばれよく知られていた。この輸送を目的に、1896年（明治28年）には西毛馬車鉄道という馬車鉄道が計画される。これは立ち消えとなったが、その後1913年（大正2年）には、信越本線飯塚駅（現・北高崎駅）付近を起点とし、烏川の右岸を経由して倉田村（現・高崎市）大字三ノ倉村字暖井に至る中野軌道が里見村村長の松田謹一郎らによって計画された。しかしこれは特許不許可とされる。不許可の理由については、烏川の左岸に沿って榛名電気軌道という路線が既に特許になっていたためだと推測されている。
そして、中野軌道が不許可になった1カ月後の1914年（大正3年）8月1日に、やはり松田らによって特許が出願されたのが里見軌道である。出願路線は中野軌道とほぼ同じであったが、終点が倉田村から里見村字日蔭本庄に変わっており、距離が短くなった上に烏川の架橋が減っているなど建設費が削減された内容となっていた。また、榛名電気軌道と平行する問題については、両岸間の架橋が少ないとして里見軌道の必要性を主張していた。こうして、1915年（大正4年）5月6日に特許が与えられた。
こうして、1916年（大正5年）11月22日に里見軌道が設立された。取締役社長は井上保三郎であった。井上は、高崎板紙（現・王子マテリア）や井上工業などに関わった起業家であるが、この時期には烏川水力電気（合併を経て現在は東京電力）の社長も務めており、同社は里見軌道の沿線に里見発電所（現・東京電力里見発電所）の建設を計画していた。このため、里見軌道と烏川水力電気は護岸工事費の相互負担や軌道の自由使用についての覚書を交わしている。
その後、1919年（大正8年）7月12日には、上里見村字天水から字新道に至る4.12km（2マイル45チェーン）の工事施工認可が得られたが、その一方で、新道から日蔭本庄までの区間は、水害によって線路の予定地が流失したこともあって特許失効となった。
また、1920年（大正9年）には上州石材が設立された。同社は社長をはじめ役員が里見軌道とほぼ重なっており、里見軌道によって運搬される石材の採取を目的としていた。以後、事業の主体は同社へと移っており、軌道の工事なども、実質的には同社が行なっていた。
そして、1921年（大正10年）8月ごろに天水から新道までの軌道工事が完了し、石材の採掘と輸送が開始された。しかし監督省庁への届出はしばらくの間なされておらず、工事竣工届が提出されたのは1924年（大正13年）4月3日になってから、開業届に至っては1931年（昭和6年）まで提出されていない。
1928年（昭和3年）には、創設時よりの社長であった井上が退き、松田謹一郎が新たに社長となる。
そして、1931年7月3日になって運輸開始届が提出された。これにより、書類上はこの日が開業日となる。しかし、それから2カ月後の10月30日には、株主総会で、一般運輸を取りやめ専用線とすることが議決される。こうして、同年11月24日には営業廃止届が提出され、翌1932年（昭和7年）4月29日に全線が営業廃止された。書類上は開業してから9カ月という短期間で廃止されたことになる。
その後の里見軌道については詳細が明らかになっていないが、会社解散か、あるいは上州石材に合併されたものと推測されている。上州石材はその後、1940年（昭和15年）12月に事業を停止し、1952年（昭和27年）3月に清算を完了した。

### 路線データ
- 路線距離（営業キロ）：4.12km
- 軌間：762mm（1,067mm説[11][12]も）[13]
- 複線区間：なし（全線単線）
- 電化区間：なし（全線非電化）

## 年表
- 1914年（大正3年）8月1日 特許出願
- 1915年（大正4年）5月6日 特許取得[7]
- 1916年（大正5年）11月22日 会社設立[12]
- 1920年（大正9年）3月 上州石材を設立
- 1921年（大正10年）8月ごろ 軌道の工事完了。輸送開始
- 1931年（昭和6年）7月3日 書類上の開業日[11]
- 1932年（昭和7年）4月29日 営業廃止[14]

## 追記事項
軌間に関連し、岡本憲之は『鉄道廃線跡を歩く7』P.89で、「里見軌道は人車鉄道であるにもかかわらず『私鉄史ハンドブック』によれば、軌間1067mmとされている。当初、現・JR東日本群馬八幡駅から里見を経由し、里見軌道の操車場の手前で烏川を渡り（現在、跡地と考えられる部分は国道406号線の森下橋と群馬県立榛名高等学校グランドになっている）、吾妻に抜ける上州電気鉄道（未成線）との関連を想像したが、地元の鉄道史研究家らの調査では軌間762mmであったことがほぼ判明している」と述べている。